# Demonstrationståget från Frånö till Lunde 1931

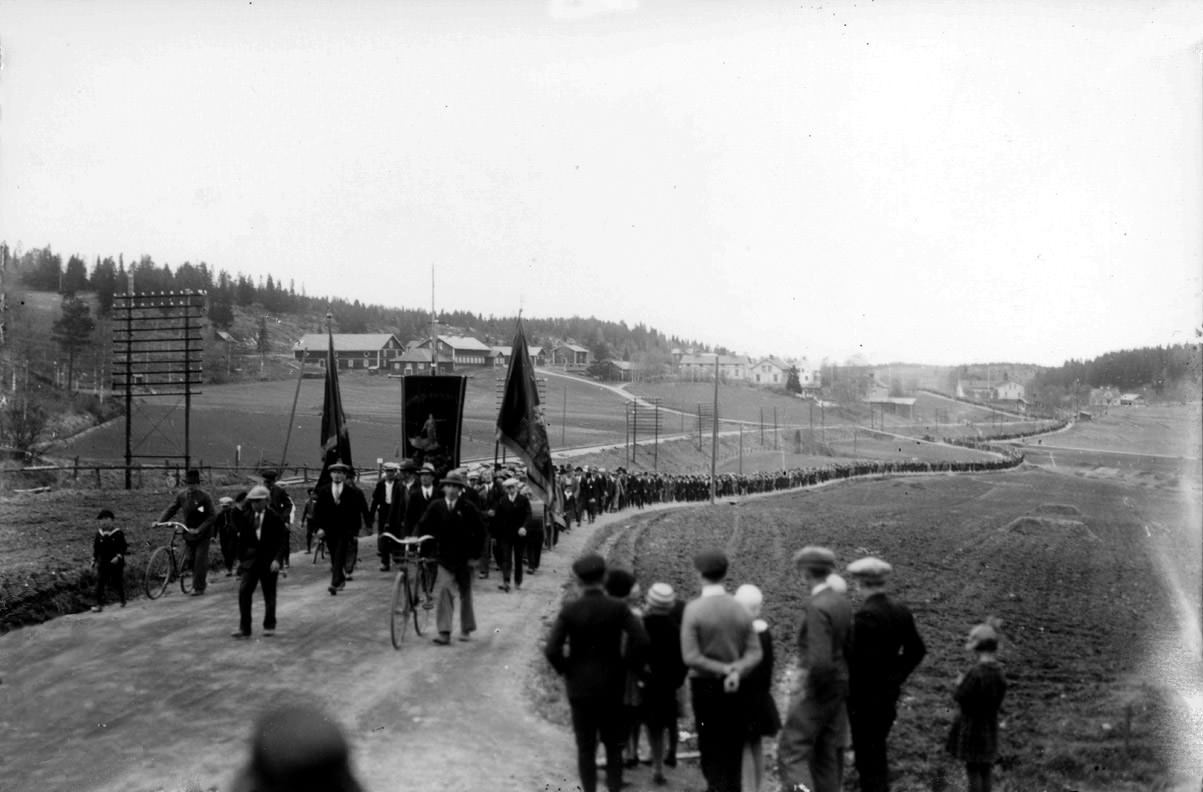
Demonstrationståget vid Strömnäs. Foto: Evert Edberg

Demonstrationståget från Frånö till Lunde 1931 är ett fotografi av Evert Edberg, som togs på Kristi himmelfärdsdag den 14 maj 1931.

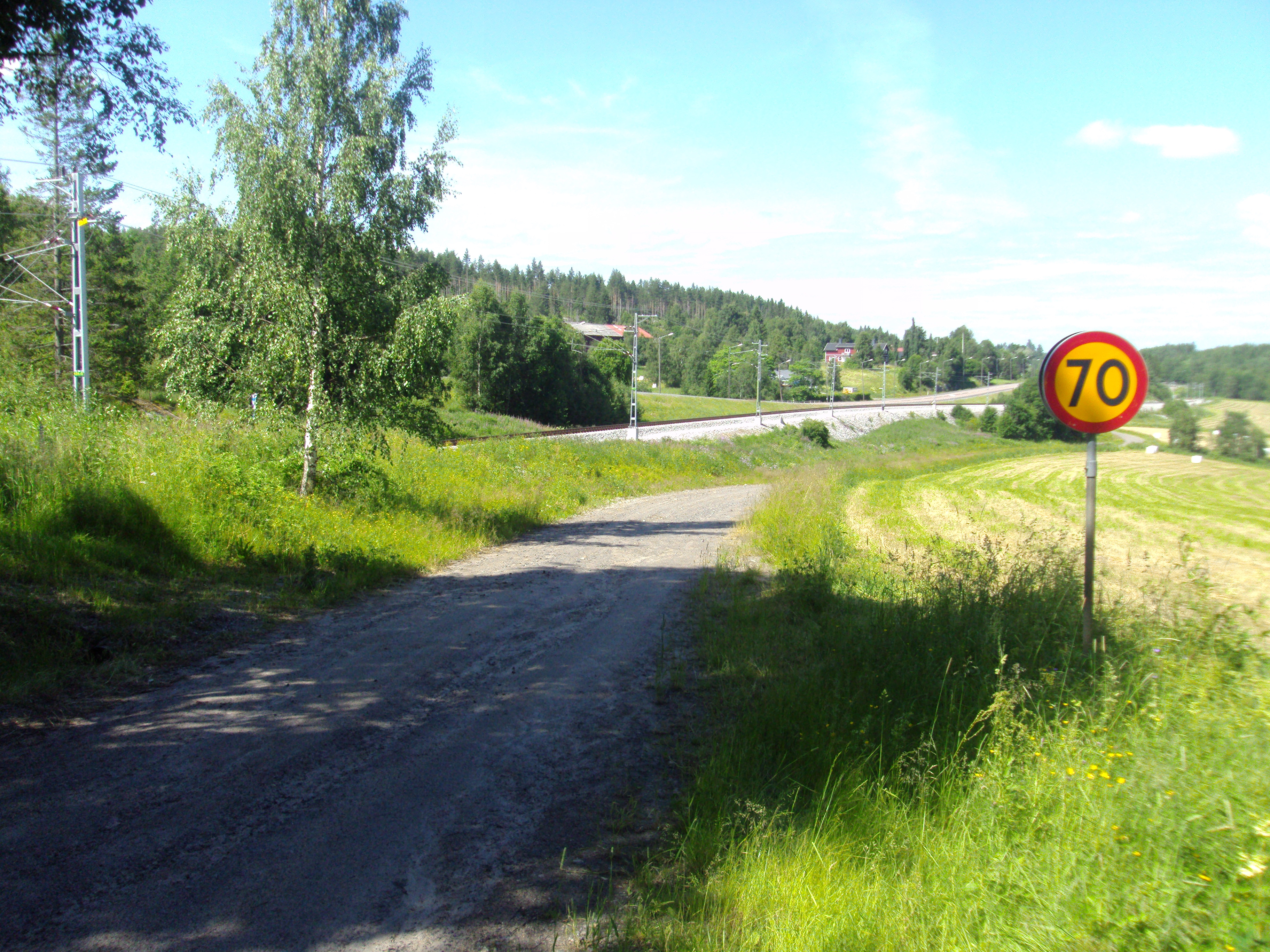
Samma plats 2011

## Bakgrund
Bakgrunden till demonstrationståget var den oro som uppstått i samband med lönesänkningar och strejker i Ådalen våren 1931. 
Demonstrationståget utgick från ett av Transportarbetareförbundets avdelning 40 i Lunde arrangerat protestmöte i Frånö Folkets hus. Själva demonstrationståget var dock mer eller mindre spontant arrangerat av ett ental deltagare, snarare än att vara organiserat eller sanktionerat av mötesarrangörerna eller av protestmötet som sådant. Tåget gick de sex kilometerna till Lunde, där strejkbrytande stuvare från södra Sverige var inkvarterade.
Framme i Lunde hejdades demonstrationståget av en militär ryttarpatrull på den östra vägen till samhället i backen ned mot dåvarande färjeläget vid Ångermanälven. Orkestern flyttade sig då ur tåget och fortsatte spela på en avsats vid Lunde Folkets hus alldeles bredvid vägen. Efter det att tumult uppstått, avlossade utkommenderade soldater från Sollefteå först lösa, och sedan skarpa gevärsskott från samma magasin samt skarpa skott från kulsprutegevär. Flera personer träffades, däribland den 20-åriga åskådaren 20-åriga Eira Söderberg från Svanö, som senare avled. Hon hade stått nära Tore Andersson. När denne förstod att militären sköt med skarpa skott, blåste han trumpetsignalen för Eld upphör på sin trumpet. Detta fick till följd att den beordrade eldgivningen omedelbart upphörde.

## Tåget
I täten av tåget fördes två fanor och ett standar. Fanorna tillhörde Utansjö fackförening inom Svenska Pappersindustriarbetareförbundet och en socialdemokratisk ungdomsklubb , standaret också Utansjö fackförening . I täten fanns också Väja-Dynäs hornorkester, för dagen ledd av trumpetaren Tore Andersson, i klädda skärmmössor med vit kulle. Tåget kan ha haft 5.000 deltagare. Avståndet mellan Frånö och Lunde är ungefär sex kilometer.

## Bilden
Bilden är tagen av fabriksarbetaren och amatörfotografen Evert Edberg från Dynäs. Den är tagen med en bälgkamera av modell Zeiss Ikon Orix med glasplåtar i storlek 10 x 15 centimeter. Den är tagen på eftermiddagen omkring klockan halv tre. 
Bilden är tagen i Strömnäs, nära Lunde. Det är det andra av de två som Evert Edberg tog av tåget. Den första togs vid "Bagar Hambergs" i Å i Frånö. Han gick själv med i tåget, men sprang vi två tillfällen i förväg för att fotografera.